# Spirit in the Sky (canción de KEiiNO)
«Spirit in the Sky» (en español: Espíritu en el cielo) es una canción interpretada por el grupo musical noruego KEiiNO. Es el tema que representó a Noruega en el Festival de la Canción de Eurovisión 2019 en Tel Aviv.
La canción está inspirada en la lucha por la igualdad de derechos independientemente de la etnia, la identidad de género y la sexualidad.
Esta canción llevada por el País Noruego a eurovisión quedó emparejada en la segunda semifinal, la cual pudo superar quedando en séptimo lugar, un lugar que le dio el acceso a pelear por el micrófono de oro en la final, una final en la que aunque no lo consiguió quedó en quinta posición con un total de 331 puntos.
Es una canción inspirada en la disco de los años 80 y la música de baile, su video musical fue lanzado en 4 de abril de 2019, algunas de las letras que encontramos están en la letra Sami del norte mientras que otras están en los vocales no léxicos.

## Historia de la canción
Esta canción fue grabada en el año 2018 por el grupo Keiino, esta canción era la primera que interpretaba este grupo y además estaba destinada a estar en Eurovisión, la canción salió oficialmente al aire el 25 de enero de 2019, desde ese momento obtuvo bastantes visitas por todas las plataformas en las que se podía escuchar la canción, era una canción que la gente la veía quedando en los primeros puestos de la final del festival, todo esto empezó a pasar tras ser elegida a través del Melody Gran Prix 2019, la canción había empezado su camino hacia el certamen.

Desde el mes de enero hasta el mes de mayo el grupo Keiino estuvo practicando bastante la canción y pensando en como sería la puesta en escena, fueron unos meses en los que estuvieron todo el grupo junto con los que habían ayudado a componer la canción y la televisión oficial Noruega, en esos meses la canción obtuvo bastantes visitas tanto a nivel nacional como internacional, las plataformas tenían la canción mínimo en el top 50 de canciones más escuchadas durante esos meses, no tuvo publicidad a nivel de anuncios pero si que tuvo varias visitas en todas las plataformas de música e incluso se llegaron a registrar varias descargas de la canción para dispositivos móviles, estuvo bastante presente en el continente Europeo la canción en los meses previos al certamen Eurovisivo.
Cuando ya llegó el mes de mayo faltaba muy poco para que fuera el festival y la canción se encontraba ubicada en buena posición a nivel de visualizaciones